# Парламентские выборы в Науру (1987)
Парламентские выборы в Науру прошли 24 января 1987 года после того, как Парламент, избранный на выборах 1986 года был распущен из-за невозможности сформировать правительство. Все кандидаты были независимыми, так как в стране не существовало политических партий. В результате победу одержали сторонники Хаммера Деробурта, который был вновь избран президентом. Явка составила 92,67%.

## Результаты
| Партия                             | Голоса | %   | Места |
| ---------------------------------- | ------ | --- | ----- |
| Независимые                        | 2 210  | 100 | 18    |
| Недействительных/пустых бюллетеней | 54     | -   | -     |
| Всего                              | 2 264  | 100 | 18    |
| Источник:IPU                       |        |     |       |